# Fiat BR.20
Die italienische Fiat BR.20 „Cicogna“ (dt. „Storch“) war ein mittlerer zweimotoriger Bomber, der als freitragender Tiefdecker mit teileinziehbarem Fahrwerk und Doppelleitwerk ausgelegt war. Der Rumpf bestand aus geschweißtem Stahlrohr und war an Vorder- und Mittelteil mit Duraluminiumblech beplankt; der hintere Rumpfteil war mit Stoff bespannt.

## Geschichte
Der Prototyp der Fiat BR.20 – benannt nach dem Konstrukteur Celestino Rosatelli (BR = Bombardamento Rosatelli) flog am 10. Februar 1936 zum ersten Mal und hinterließ sofort einen guten Eindruck. Die Serienmuster erhielten 1000 PS starke Fiat-A.80-RC41-Motoren und zahlreiche Detailverbesserungen.
Die Version BR.20A war als zivile Version speziell für die Teilnahme an den damals prestigeträchtigen Luftrennen gebaut worden, sie war jedoch nicht sehr erfolgreich. 85 Exemplare der militärischen Version wurde unter anderem nach Japan verkauft, wo sie von den Fliegerkräften der kaiserlichen japanischen Armee während des Zweiten Japanisch-Chinesischen Kriegs eingesetzt wurden, sich jedoch nicht sonderlich bewährten und später von Mitsubishi-Ki-21-Bombern abgelöst wurden.
Nachdem im September 1936 die ersten BR.20 an das 13. Stormo Bombardamento Terrestre ausgeliefert worden waren, setzten die Italiener das Muster im Spanischen Bürgerkrieg unter der Aviazione Legionaria ein. Es folgte die Version BR.20M (M = Modificato) mit verlängertem Rumpf, modifizierter Bugnase und verstärkten Tragflächen, von der im Sommer 1940 60 Stück bereitstanden, zahlreiche ältere Modelle wurden ebenfalls auf diese Version umgerüstet.
BR.20 nahmen auch an der Luftschlacht um England teil – von Belgien aus wurden durch das Corpo Aero Italiano die Häfen Harwich und Ramsgate sowie die Industrie in Ipswich angegriffen.
Haupteinsatzgebiet blieb jedoch der Mittelmeerraum in Nordafrika, Griechenland und Jugoslawien. Bald stellte sich jedoch heraus, dass das Flugzeug nicht mehr konkurrenzfähig war und nur noch zum Küstenschutz oder für die Ausbildung taugte. Ab 1942 erfolgte die Ablösung durch Nachfolgemodelle. Im weiteren Verlauf des Krieges wurden mit der BR.20 vorwiegend Aufklärungseinsätze in Jugoslawien geflogen. 1943 waren die meisten Exemplare bereits den Bomberschulen zugeteilt.
Die ab 1940 erprobte BR.20bis war eine komplette Neukonstruktion mit stärkeren 1250-PS-Motoren FIAT A.82 RC32, stärkerer Abwehrbewaffnung und etwas größeren Abmessungen. Ein zweiter Prototyp flog erst 1942. Vermutlich kam aber nur noch ein Dutzend dieser Flugzeuge zum Einsatz.

## Militärische Nutzer
- Königreich Italien

Regia Aeronautica
Aeronautica Cobelligerante Italiana
- Italienische Sozialrepublik

Aeronautica Nazionale Repubblicana
- Japan
- Unabhängiger Staat Kroatien
- China: eine 1939 erbeutete BR.20[2]
- Spanien
- Ungarn
- Venezuela: 1 BR.20 wurde 1938 an Venezuela geliefert[3][4]
- Finnland

## Technische Daten Fiat BR.20

Dreiseitenriss BR.20M

| Kenngröße              | Daten                                                                        |
| ---------------------- | ---------------------------------------------------------------------------- |
| Länge                  | 16,10 m                                                                      |
| Spannweite             | 21,56 m                                                                      |
| Höhe                   | 4,30 m                                                                       |
| Flügelfläche insgesamt | 74,22 m²                                                                     |
| Flügelstreckung        | 6,3                                                                          |
| Rüstmasse              | 6400 kg                                                                      |
| max. Startmasse        | 9900 kg                                                                      |
| Höchstgeschwindigkeit  | 432 km/h in 5000 m Höhe                                                      |
| Dienstgipfelhöhe       | 9000 m                                                                       |
| max. Reichweite        | 3000 km                                                                      |
| Triebwerke             | zwei 18-Zylinder-Doppelsternmotoren Fiat A.80 RC 41 mit je 1.000 PS (735 kW) |
| Bewaffnung             | ein 12,7-mm-MG, zwei 7,7-mm-MG                                               |
| Bombenlast             | bis 1600 kg                                                                  |

## Technische Daten Fiat BR.20bis
| Kenngröße             | Daten                                                            |
| --------------------- | ---------------------------------------------------------------- |
| max. Startmasse       | 11.500 kg                                                        |
| Höchstgeschwindigkeit | 460 km/h                                                         |
| Dienstgipfelhöhe      | 9200 m                                                           |
| Triebwerke            | zwei Doppelsternmotoren Fiat A.82 RC 42 mit je 1.250 PS (919 kW) |